# الکساندر پشیچ
الکساندر پشیچ (انگلیسی: Aleksandar Pešić؛ زادهٔ ۲۱ مهٔ ۱۹۹۲) بازیکن فوتبال اهل صربستان است.
از باشگاه‌هایی که در آن بازی کرده‌است می‌توان به باشگاه فوتبال او.اف.آی کرته، باشگاه فوتبال یاگودینا، باشگاه فوتبال آتالانتا، باشگاه فوتبال شریف تیراسپول، و باشگاه فوتبال تولوز اشاره کرد.
وی همچنین در تیم‌های ملی فوتبال زیر ۲۱ سال صربستان، و صربستان بازی کرده‌است.